# Agustín Cotorruelo
Agustín Cotorruelo Sendagorta (Plencia, Vizcaya, 13 de agosto de 1925 - Madrid, 6 de febrero de 1989) fue un profesor universitario español, ministro de Comercio (1973-1974) y presidente del Atlético de Madrid (1982).

## Biografía
Nació en Plencia (Vizcaya) en 1925. Fue alumno del Colegio de la Inmaculada y San Pedro Claver, conocido como Colegio de Areneros. Licenciado en Derecho por la Universidad de Valladolid y en Económicas por la de Deusto. Doctor en Ciencias Políticas por la Universidad Complutense de Madrid. Máster en Economía por la Universidad de Georgetown, en Washington D. C. (Estados Unidos).
Hermano de Ernesto Cotorruelo.
En 1951 ingresó por oposición en el Cuerpo de Técnicos Comerciales del Estado. Seis años más tarde, en 1957, obtuvo el número uno en las primeras oposiciones celebradas para el Cuerpo de Economistas del Estado
Fue catedrático de Política Económica en Bilbao y Madrid, y decano de la Facultad de Ciencias Económicas y Empresariales de la Universidad Complutense de Madrid.
Le fueron concedidas varias condecoraciones: gran cruz de la Orden de Carlos III, gran cruz de la Orden del Mérito Civil y la gran cruz del Mérito Agrícola.

### Trayectoria política
Durante los años sesenta fue jefe de la Oficina de Coordinación y Programación Económica de la Presidencia del Gobierno. En 1962 fue nombrado subcomisario del Plan de Desarrollo, coordinando la programación del sector agrario en el primer Plan y la de servicios en el segundo.
En 1969 fue nombrado presidente del Fondo de Ordenación y Regulación de Precios y de Productos Agrarios.
El 9 de junio de 1973, cuando Luis Carrero Blanco fue nombrado presidente del Gobierno se incorporó al mismo como ministro de Comercio. El asesinato de Carrero y el nombramiento de Carlos Arias Navarro, el 3 de enero de 1974, conllevaron su relevo en el puesto.

### Presidente del Atlético de Madrid
La familia de Cotorruelo era una de las más antiguas en el club. Su padre fue durante años el socio número uno del club y el propio Agustín Cotorruelo era el socio número 1405.
Directivo del Atlético de Madrid, formó parte de la Junta Gestora que dirigió el club en 1980 tras la dimisión de Vicente Calderón. En 1982, tras dimitir Alfonso Cabeza, asumió la presidencia Antonio del Hoyo, aunque éste abandonaría pronto el puesto, siendo entonces presidente Agustín Cotorruelo, que ostentaría el cargo tres meses, en los cuales se organizó el retorno de Calderón, que se concretaría el 23 de julio de aquel mismo año.
Tras el fallecimiento de Vicente Calderón se convocaron elecciones a la presidencia, presentando su candidatura Agustín Cotorruelo. En aquel proceso resultaría finalmente elegido presidente Jesús Gil y Gil, quedando Cotorruelo como tercer clasificado, por detrás del vencedor y del también exministro Enrique Sánchez de León.